# Bettinah Tianah
Bettinah Tianah (tên khai sinh Betty Nassali, ngày 10 tháng 11 năm 1993) là một nhân vật truyền hình, nữ diễn viên, người mẫu, và tín đồ thời trang người Uganda. Cô được biết đến với việc tổ chức các chương trình truyền hình như Youth Voice, Be My Date, và The Style Project. Cô cũng đóng một vai chính (Rhona) trong loạt phim truyền hình The Hostel.

## Nghề nghiệp
Năm 15 tuổi, Tianah bắt đầu làm việc tại Đài truyền hình NBS với tư cách là người dẫn chương trình Giọng hát trẻ. Sau đó, cô đã tổ chức một chương trình truyền hình mai mối có tên Be My Date  vào năm 2015, thay thế Anita Fabiola và đã tổ chức một chương trình thời trang có tên The Style Project từ năm 2017. Tianah đã nhận được vai diễn đầu tiên của mình là Rhona, một "cô gái hư" trong bộ phim truyền hình của Nhật Bản The Hostel trong phần bốn và cũng là phần cuối cùng của series.
Tianah đã dẫn chương trình sự kiện thảm đỏ tại Hội nghị UNAA ở Washington DC, trở thành người Ugandan đầu tiên dẫn chương trình cho sự kiện này. Cô cũng là một người mẫu, đã ký hợp đồng với Creative Industries Group vào năm 2017. Cô tổ chức buổi chụp hình đầu tiên tại Paris.

## Đời tư
Tianah có bằng Báo chí của Đại học Cavendish. Trước đó, cô đã đăng ký học lấy bằng Quản lý Nhân sự tại Trường Kinh doanh Đại học Makerere (MUBS), nhưng đã bỏ học để theo đuổi nghề báo.